# Huangjiang
Huangjiang (kinesiska: 黄江) är en köping i sydöstra  Kina.  Den ligger i staden Dongguan i provinsen Guangdong, omkring 78 kilometer öster om provinshuvudstaden Guangzhou. Antalet invånare är 231 399. Befolkningen består av 103 749 kvinnor och 127 650 män. Barn under 15 år utgör 7,0 %, vuxna 15-64 år 91 %, och äldre över 65 år 1,0 %.